# 2012 (film)
 For alternative betydninger, se 2012. (Se også artikler, som begynder med 2012)
2012 er en science fiction-film fra 2009, som er løst baseret på teorierne om, at verden ville gå under i slutningen af 2012. Den handler om de verdensomspændene katastrofer, som vil indtræffe i hele verden på den dato og følger de resterende menneskers kamp for at overleve ødelæggelserne. Filmen er instrueret af Roland Emmerich med visuelle effekter af Volker Engel.

## Medvirkende
- John Cusack som Jackson Curtis, en science-fictionforfatter, som til daglig arbejder som limousine-chauffør.
- Amanda Peet som Kate, Jacksons eks-kone.
- Liam James som Noah Curtis, Søn af Jackson og Kate.
- Morgan Lily som Lilly Curtis, Jackson og Kates datter.
- Thomas McCarthy som Gordon, Kates kæreste og plastikkirurg.
- Danny Glover som Thomas Wilson, USA's 45. præsident.
- Thandie Newton som Laura Wilson, Præsidentens datter.
- Chiwetel Ejiofor som Adrian Helmsley, Præsidentens videnskabsrådgiver.
- Oliver Platt som Carl Anheuser, Det Hvide Hus' stabschef.
- Woody Harrelson som Charlie Frost, en dommedagsprofet, som andre betragter som skør.
- Ng Chin Han som Lin Pang, en arbejder i Tibet.
- Zlatko Buric som Yuri Karpov, en russisk milliardær.